# Gorky Park
Gorky Park – radziecki, amerykański i rosyjski zespół rockowy, założony w 1987 roku w Moskwie w Centrum Stasa Namina. Pod koniec lat 80. zyskał popularność w USA. Zespół słynął z wizerunku scenicznego: „rosyjskiego kiczu”, pseudo-ludowych strojów i sowieckiej symboliki.
W oryginalnym składzie działał 3,5 roku i wydał jeden album, Gorky Park, który wszedł na listę US Billboard 200, czyniąc zespół znanym na całym świecie.
Od połowy lat 90. zespół zaczął działać bez Stasa Namina i Nikołaja Noskowa. W nowym składzie Gorky Park wydał 3 albumy studyjne.
Pierwszy z nich ukazał się w 1992 roku pod nazwą Moscow Calling, odniósł sukces tylko w krajach europejskich. Ostatnie dwa studyjne albumy – Stare i Protivofazza ukazały się kolejno w 1996 i 1998 roku i nie zdobyły takiej popularności jak poprzednie, ani w Rosji ani za granicą.

## Historia

### Założenie zespołu (1986–1987)
W 1986 roku Stas Namin podczas swojej pierwszej trasy koncertowej po USA wpadł na pomysł, żeby założyć grupę zorientowaną na zachodniego słuchacza: „w Ameryce, w trasie z Cwietami, we wrześniu, wymyśliłem nazwę dla przyszłego zespołu – ‘Gorky Park’. To był jednocześnie nasz moskiewski adres – baza Cwietów w Moskwie znajdowała się w Zielonym Teatrze w Parku Gorkiego – a także słynne na świecie hasło, bo w Ameryce ukazała się powieść Park Gorkiego i oparty na książce film o tym samym tytule. Stworzyłem projekt specjalnie na eksport i świetnie rozumiałem, że na amerykańskim i światowym rynku potrzeba zespołu grającego w stylu, jaki był wówczas modny w Ameryce”.
Na początku 1987 roku zaczął zbierać muzyków do anglojęzycznej hardrockowej grupy. Jej członkami zostali Nikołaj Noskow, gitarzysta Aleksiej Biełow, basista Aleksander Minkow i gitarzysta Aleksander Janenkow. Perkusistę Aleksandra Lwowa odnalzał w składzie Arii, w której pojawił się rozłam. Czterech z pięciu muzyków nowej grupy, poza Noskowem, grało już wcześniej z Naminem. Przy czym, Nikołaj Noskow i Aleksiej Biełow występowali już razem w składzie grupy Moskwa, założonej przez Dawida Tuchmanowa.
Wiosną 1987 roku narodziła się grupa Gorky Park. Zespół rozpoczął od prób w studiu Stasa Namina, położonego w Centralnym Parku Kultury i Rozrywki im. M. Gorkiego.
Każdy z członków w czasie założenia zespołu miał za sobą doświadczenia muzyczne. Album Moskwy NLO stał się fundamentem dla muzyki Gorky Park. Potem, w 1995 roku, do zespołu dołączył klawiszowiec Moskwy Nikołaj Kuzminych.
Przez pierwsze dwa lata swojego istnienia grupa odbywała próby w studiu w Parku Gorkiego, komponując utwory głównie w języku angielskim. Od jesieni 1987 roku zespół zaangażował się w działalność koncertową. W tym samym czasie został nakręcony pierwszy teledysk zespołu do utworu Fortress, zaprezentowany w programie muzycznym „Don King Show”. Po emisji teledysku uwidocznił się negatywny stosunek do sowieckich zespołów śpiewających po angielsku.
W 1988 roku w studiu Stasa Namina w Moskwie grupa nagrała album demo Hit me with the News, tuż przed swoim wyjazdem do Ameryki. Na albumie było kilka piosenek, które nie zostały wydane jeszcze nigdzie indziej: I’m out, Modern Love, You Not Lonely Girl oraz I’m gonna make it.
W tym samym roku Gorky Park wystąpił w Leningradzie z grupą Scorpions w trakcie ich trasy koncertowej. Zespołem zainteresowali się zachodni producenci. Organizacja charytatywna Make-a-Differnce Foundation zaproponowała grupie udział w projekcie poświęconym walce z alkoholizmem i narkomanią, wraz z amerykańskimi zespołami hardrockowymi. W tym celu Gorky Park nagrali piosenkę My Generation, będącą coverem utworu The Who o tym samym tytule. Zapis nazwy zespołu zmieniono na alfabet łaciński. Dzięki pośrednictwu Jona Bon Jovi, grupa podpisała kontrakt z wytwórnią PolyGram w grudniu 1988 roku.

### Sukces (1989–1991)
Na początku 1989 roku zespół przystąpił do nagrywania własnego materiału. Na brzmienie grupy duży wpływ mieli Jon Bon Jovi i Richie Sambora z osiągającego w tamtym czasie szczyty popularności zespołu Bon Jovi.
W sierpniu 1989 roku ukazał się debiutancki album grupy: Gorky Park (album). Na okładce znalazło się logo zespołu: litery GP stylizowane na sierp i młot. Teledyski do utworów My Generation i Bang były kręcone w Nowym Jorku. Dzięki rosnącemu zainteresowaniu Związkiem Radzieckim na Zachodzie po upadku żelaznej kurtyny, Gorky Park szybko osiągnął popularność w USA. Singiel Bang znalazł się w Top 15 amerykańskiej MTV i pozostał tam dwa miesiące, docierając do trzeciego miejsca. Singiel Try To Find Me osiągnął 81. miejsce w notowaniu Billboard Hot 100, czyniąc Gorky Park pierwszym rosyjskim zespołem, który znalazł się na amerykańskich listach przebojów. Sam album osiągnął 80. miejsce na liście Billboard 200, z nakładem 300 tysięcy sprzedanych egzemplarzy w pierwsze trzy tygodnie od ukazania się.
Kolejnym singlem był Peace in Our Time, który został napisany i nagrany wraz z Jonem Bon Jovi. Kompozycję przyjęto znakomicie, była popularna w rozgłośniach radiowych.
Gorky Park odbył trasę koncertową po USA, prócz tego wystąpił na słynnym Moscow Music Peace Festival (ros. Московский мызыкалный фестивал мира) na stadionie Łużniki przed stu pięćdziesięcio tysięczną publicznością wraz z Bon Jovi, Mötley Crüe, Ozzym Osbourne, Cinderellą, Skid Row i Scorpions. W 1990 roku zespół wziął udział w finale Roskilde, ceremonii otwarcia Igrzysk dobrej woli oraz festiwalu Farm Aid. Na koncertach muzycy często występowali w pseudoludowych kostiumach scenicznych (szarawary, kosoworotki), z gitarami w kształcie bałałajek, wymachując sowieckimi i amerykańskimi flagami.
W 1990 roku zespół udał się w swoją drugą i ostatnią ogólnokrajową trasę po Stanach Zjednoczonych. Koncerty grupy odniosły taki sukces, że były transmitowane w amerykańskiej telewizji. Aleksiej Biełow: „Jeździła z nami ekipa telewizyjna, która w tym czasie kręciła program. Wychodził w każdą niedzielę. A oto grupa Gorky Park w Arizonie, a oto w innym stanie. To była cała seria”.
W 1991 roku podczas rozdania skandynawskich nagród Grammis, zespół został uznany za najlepszą nową międzynarodową grupę. Na początku lat 90. zespół z powodzeniem odbywał trasy po Danii, Szwecji, Norwegii, Niemczech.
Zdawało się, że grupa znajduje się u szczytu sukcesu i że nic nie może przeszkodzić jej w pozostaniu tam. Ale na początku lat 90. kariera zespołu zachwiała się.
Stas Namin: „Kilka osób w zespole przejawiało mentalność sowieckiego miasteczka – jeden z chłopaków podpuścił resztę i zaczął rewolucję: 'Po co nam to wszystko, już jesteśmy sławni, zostańmy w Ameryce’ – no i uciekli ode mnie. Tylko Kolia Noskow okazał się szlachetnym facetem, powiedział ‘wybaczcie, chłopaki’ i wrócił do Rosji. Zasugerowałem mu wtedy, żeby przekazał prawa grupie, ale on powiedział, że 'nie trzeba, mam już tego dość'”.
Menedżer zespołu został zwolniony przez jego członków. Nikołaj Noskow opuścił Gorky Park. Prawdopodobną przyczyną odejścia było „zmęczenie” i „napięcie” w grupie. Nikołajowi urodziła się w Rosji córka. W 1995 roku muzyk zorganizował zespół Nikolay, nagrał album Mother Russia, w stylistyce przypominającej twórczość Gorky Park. Album nie osiągnął dostatecznej popularności w Rosji, jak też za granicą, projekt ucichł i wkrótce Nikołaj Noskow zajął się inną muzyką, nie mającą nic wspólnego z rockiem.

### Moscow Calling(1992–1993)
Po odejściu wokalisty Nikołaja Noskowa solistą grupy zostaje basista Aleksander Minkow, a zespół w nowym składzie zaczyna pracować nad albumem. „Nagraliśmy swój drugi album Moscow Calling tak samo, jak pierwszy: pod presją. Praca w studiu jest bardzo droga, więc trzeba było zmieścić się w krótkim czasie. Nikt nie zapłaciłby nam za dodatkowe minuty w studiu, jeżeli nie dotrzymalibyśmy terminu” – mówił Aleksiej Biełow.
W nagrywaniu albumu, poza samym zespołem, wzięli udział także Richard Marx, Fee Waybill z The Tubes, gitarzysta Toto Steve Lukather, Steve Farris z Whitesnake, Dweezil Zappa, i saksofonista koncertowy Pink Floyd Scott Page. Za miks odpowiadał Erwin Musper.
Moscow Calling ukazał się w 1992 roku. W kilku krajach, w tym także w Rosji, pod nazwą Gorky Park II. Album nie figurował na amerykańskich listach przebojów, jednak osiągnął sporą popularność sprzedając się na świecie w nakładzie pół miliona egzemplarzy. Ogromnym zainteresowaniem cieszył się w Danii, gdzie uzyskał status platyny. W Europie dystrybucją płyty zajęła się wytwórnia BMG, w Skandynawii – CNR, w Japonii – „Crown”, w Azji Południowo-Wschodniej – Pony Canyon, w Rosji – „Sojuz”. W 1993 nieoczekiwanie zmarł na białaczkę nowy manager zespołu, Tom Hulett.
Międzynarodowy sukces Moscow Calling pozwolił zespołowi uzyskać finansową niezależność i otworzyć własne studio w Los Angeles. Aleksander Minkow: „Od teraz sami będziemy zarządzać naszymi uczciwie zarobionymi pieniędzmi”; Aleksander Lwow: „Teraz nikomu nie jesteśmy nic winni. Nie mamy z nikim kontraktu, nikt nas nie może ograniczyć, nikt nie posądzi nas o długi”.

### Stare(1994–1997)
Po trasie koncertowej po Rosji w 1994 roku, grupa przystąpiła do nagrywania materiału na trzeci studyjny album w swoim nowym studiu w Los Angeles. „Pierwotnie nasz album miał mieć angielski tytuł – Facerevers: ‘face’, czyli twarz, ‘reverse’ – odwrotna strona. Czyli po prostu twarz na lewą stronę. Nawet mieliśmy okładkę, ale firmie „Sojuz” się nie spodobała, stwierdzili, że koncept jest ponury, a wręcz absurdalny… Dlatego nazwali go Stare, jak pierwszy utwór z tej płyty, do którego zrobiliśmy teledysk. No i tak powstał ten album…” – mówił Aleksiej Biełow w wywiadzie dla MTV.
Tym razem w nagraniu płyty udział wzięli gitarzysta Allan Holdsworth, perkusista Ron Powell, nagrywano także z Rosyjską Narodową Orkiestrą Symfoniczną w GDRZ Studio-5. Tuż przed nagraniem albumu wreszcie dołączył pełnoprawny klawiszowiec – Nikołaj Kuzminych.
Podczas prac nad albumem Stare wybuchł spór związany z prawami do nazwy zespołu. Stas Namin, który już od dawna nie był producentem grupy, rościł sobie prawa do nazwy Gorky Park, która była oficjalnie zarejestrowana w jego wytwórni SNC. Wkrótce osiągnięto porozumienie stron i zespół wykupił pełne prawa do nazwy.
Trzeci album studyjny grupy ukazał się 1996 roku, a potem zespół odbył dużą trasę koncertową po Rosji. Do utworów Stare, Stop The World I Want To Get Off, Ocean i Scared nakręcono teledyski, których reżyserem był Siergiej Bażenow. W tym samym czasie rosyjska wytwórnia Moroz Records wypuściłą składankę największych hitów Gorky Park w serii Legendy Rosyjskiego Rocka. Oprócz przebojów, na płycie znalazły się też utwory Nitti Gritti oraz Do What You Want.

### Protivofazza(1998)
W maju 1998 roku ukazał się czwarty studyjny album o nazwie Protivorazza. „Ostatnie dwa albumy – Stare i Protivofazza – to w zasadzie był jeden duży album” – mówił ekipie filmowej MTV Aleksiej Biełow – „nagraliśmy go w naszym studiu. Była, z tego co pamiętam, dwudziesta pierwsza piosenka i właśnie ten kawałek zmiksowaliśmy. Kiedy wybraliśmy utwory na Stare, zostało nam całe mnóstwo gotowych piosenek – aż dziesięć. I co mieliśmy zrobić z dziesięcioma piosenkami? Niektóre z nich były bardzo mocne, inne etniczno-symfoniczne, jak Liquid Dream i Moving to be still. Jednym słowem, były niezłe. Potem zdecydowaliśmy, że szybko dopiszemy dwa utwory. No i tak pojawił się taki sobowtór” [poprzedniej płyty].
Nazwę płyty można wyjaśnić następująco: „Jest taki termin w elektronice radiowej, kiedy jedna ścieżka jest odwrócona w stosunku do drugiej i dźwięk przestaje brzmieć tak, jak powinien. Kiedy człowiek płynie pod prąd, dzieje się to samo. Zgrubsza, antyfaza – czyli zaprzeczenie wszystkiego”. Według muzyków Gorky Park taka nazwa pasowałaby do każdego albumu zespołu: zawsze płyną pod prąd.
W planach było nagranie albumu koncertowego, ale w zespole zaszły zmiany, które te zamiary pokrzyżowały.

### Rozpad (1998–2001)
Połowa roku 1998 była fatalna dla grupy – skład opuścili: Aleksander Minkow, tłumacząc decyzję chęcią realizacji własnych pomysłow i pragnień oraz spróbowania czegoś nowego; Aleksandr Janenkow i Aleksander Lwow. Bez względu na to, grupa kontynuowała działalność, a na miejsce byłych członków przyjęto Aleksieja Nelidowa (ex Angels&Demons), który przejął wokal i gitarę, oraz Aleksandra Makina, perkusistę. Były muzyk grupy, Aleksander Minkow, wrócił do Rosji i zaczął karierę solową pod pseudonimem Aleksander Marshall. Nieoczekiwanie dla wszystkich, wokalista zaczął śpiewać rosyjskie szansony.
Biełow także wrócił do Rosji, zaproponował powrót Janenkowowi i Lwowowi, ale odmówili. Kuzminych szybko opuścił Marshalla i dołączył do Biełowa – i razem z nowymi muzykami założyli zespół Park Belova. Janenkow przyłączył się natomiast do Marshalla na czas nagrywania albumu Biały popiół, później wrócił do zespołu.
W 2001 roku zespół Park Belova wypuścił singiel Made in Russia, nagrano do niego też teledysk. W tym samym czasie powstawał nowy studyjny album Gorky Park, głównie w języku rosyjskim. Ale do nagrania nie doszło – Aleksiej Nelidow opuścił zespół i wyjechał na stałe do Niemiec. Oficjalnie ogłoszono rozpad zespołu, a powstający album nigdy nie ujrzał światła dziennego.

### Reaktywacja (2002-2015)
W 2002 roku Biełow i Janenkow postanowili wznowić aktywną działalność koncertową pod szyldem: ‘Muzycy Gorky Park’. Skład grupy w tamtym czasie to: Aleksiej Biełow (gitara, wokal), Aleksander Janenkov (gitara), Aleksander Bagnow (ex Rock Atelier; gitara basowa), Aleksander Makin (perkusja).
W 2008 roku miało miejsce odrodzenie grupy na festiwalu „Autoradio-15”; zespół zagrał pięć piosenek i wstawkę z instrumentalnego utworu Volga Boatman. Kilka dni później, na ceremonii wręczenia nagród kanału telewizyjnego „Muz-TV”, Gorky Park otrzymał nagrodę za wkład w muzykę rockową i wystąpił w składzie z 2002 roku z utworem Moscow Calling.
W 2009 roku grupa wykonała Moscow Calling na otwarciu festiwalu Eurowizji w Moskwie.
Aleksiej Biełow: „Już dawno chcieliśmy zebrać się razem, ale nie było… pretekstu, czegokolwiek. Każdy zajmował się swoimi sprawami. A w zeszłym roku Autoradio zwróciło się z prośbą o występ na swoim festiwalu. Właśnie wtedy zrobiony został pierwszy ważny krok. To wszystkich bardzo natchnęło! Gorky Park w pełnej krasie – to muzyka stadionowa. Z niecierpliwością czekamy na wielki powrót. Na początek planujemy nagrać kilka nowych kawałków i jechać w trasę koncertową. A co potem, zobaczymy. Ofert jest wiele, a ekscytacja ogromna”.
4 czerwca 2012 roku zespół wystąpił w pierwotnym składzie (N. Noskow, A. Marshall, A. Biełow, A. Janenkow i A. Lwow) w programie telewizyjnym „Wiecziernyj Urgant” na kanale pierwszym.
8 czerwca 2012 grupa wystąpiła na festiwalu Naszestwie (w składzie A. Marshall, A. Biełow, A. Janenkow i A. Lwow).
18 listopada 2012 w Sali koncertowej Crocus City Hall (Moskwa) miał miejsce jubileuszowy koncert grupy z okazji 25-lecia. Po raz pierwszy od wielu lat grupa wystąpiła na scenie w klasycznym składzie (N. Noskow, A. Marshall, A. Biełow, A. Janenkow, A. Lwow). 24 listopada Gorky Park wystąpił w kompleksie sportowym „Olimpijskij” w ramach Disco 80s.
5 października 2013 Gorky Park w składzie A. Marshall, A. Biełow, A. Janenkow i A. Lwow zagrał kilka utworów w czasie w telewizyjnego show podczas walki Wołodymyrem Kłyczko z Aleksandrem Powietkinem. Wystąpienie nie było nigdzie transmitowane.
14 maja 2015 roku w Crocus City Hall miał miejsce koncert Gorky Park (z muzyką z albumu Moscow Calling) z Orkiestrą Symfoniczną Filharmonii Rosyjskiej (dyr. D. Jurowskij).
Latem 2019 wyszedł nowy singiel zespołu – Hello, my friend.

## Muzyka

### Inspiracje
Aleksiej Biełow o swoich muzycznych inspiracjach: „Trudno wymienić je wszystkie. To ogromna ilość zespołów grających hard rocka, jazz, jazz-rocka, a także sporo muzyki instrumentalnej i klasycznej”.

### Styl muzyczny
W okresie amerykańskim brzmienie grupy było typowo glam metalowe ze względu na popularność tego gatunku i zespołów takich jak Bon Jovi, Mötley Crüe, Skid Row itp. Współpraca z czołowymi przedstawicielami tego stylu tylko utrwalała glamowy wizerunek grupy; warto zwrócić uwagę też na szczególny sposób wykonywania piosenek – polifonię, charakterystyczną dla tego gatunku. Tymczasem muzyka grupy brzmiała całkiem lekko w porównaniu z heavy metalem, dlatego, pomimo zaklasyfikowania zespołu do tego gatunku, w twórczości Gorky Park usłyszeć można także pop-rock. Debiutancki album Gorky Park jest przykładem mieszanki wymienionych styli.
Album Gorky Park 2 kontynuował styl wypracowany na pierwszej płycie, jedynie wpływy rosyjskie nieco się zmniejszyły. Image „sowieckiego rock and rolla” utracił na znaczeniu, a zespół stopniowo od niego odchodził.
Wielu krytyków zaznacza wpływ Def Leppard na muzykę Gorky Park{}.
Ostatnie dwa albumy znamionowały przejście brzmienia od komercyjnego glam rocka w stronę rocka progresywnego.

### Gorky Park o swojej twórczości
Aleksiej Biełow: „Chcieliśmy stworzyć zespół, który skupiałby swoją uwagę głównie na profesjonalnej stronie muzycznej i grał na poziomie zachodnich zespołów rockowych, zarówno pod względem instrumentalnym, jak i kompozycyjnym”.
Aleksiej Biełow: „Kiedy nagrywaliśmy materiał na płyty, spodziewaliśmy się, które piosenki staną się hitami, ale zdarzały się niespodzianki. Czasem działy się kompletnie nieoczekiwane rzeczy. Weźmy, dajmy na to, balladę „Two candles”. Nie robiliśmy z nią niczego specjalnego: nie nagraliśmy teledysku, nie promowaliśmy jej, nie graliśmy. Ale stała się wielkim hitem. Bywało też odwrotnie: dużo pracowaliśmy nad rzekomym bestsellerem, zrobiliśmy teledysk – ale nie, to nie zadziałało”.
Aleksiej Biełow: Kiedy w Stanach wyszedł nasz pierwszy singiel, mieszkaliśmy w kondominium… chyba trzypiętrowym, czy coś takiego. Ogólnie wszyscy byli porozrzucani po piętrach. Każdy zajmował się swoimi sprawami – i nagle ktoś krzyknął: ‘Patrzcie! Jesteśmy w telewizji!’. Wszyscy się zbiegli, zaciekawieni: jesteśmy w MTV, wspaniale. Popatrzyliśmy, rozeszliśmy się. Za kilka minut kolejne wołanie: „Znowu nas pokazali!„. I znowu zebraliśmy się, obejrzeliśmy. Za 40 minut – ta sama historia. I tak w ciągu dnia zbieraliśmy się przed telewizorem osiem czy dziesięć razy…”.
Stas Namin: „Muzyka Gorky Park jest śpiewna, melodyjna, ale z początku trudna do uchwycenia. Mimo licznych instrumentów, zespół nie jest duży – to tylko pięciu muzyków. Melodia, napięcie, ciężki rytm, oryginalny image, poważne teksty – chcieliśmy połączyć te wszystkie cechy tworząc zespół”.

## Wizerunek sceniczny
Od samego początku Gorky Park, mimo anglojęzycznej twórczości, demonstrował swoją rosyjskość. Ich wizerunek był świetnym krokiem komercyjnym: w kostiumach scenicznych (koszule z rosyjskimi haftami), w wokalu, aż po słynną gitarę-bałałajkę, zrobioną specjalnie dla Aleksieja Biełowa przez amerykańską firmę Kramer. W sumie przygotowano dwie gitary czerwone (widać je na nagraniach z Moscow Music Peace Festiwal w 1989 roku) i białe (w teledysku do Moscow Calling), a także cztery inne, które nie zostały ukończone. Jednak pierwszą z kultowych gitar stała się ta wykonana przez mistrza Igora Barabaszowa: były na niej ludowe rysunki rosyjskie. Można zobaczyć ją w teledyskach do utworów Bang oraz I’m going down.
Logo zespołu – sowiecka i amerykańska flaga, przywiązane do siebie, tak jakby stanowiły jedną całość – miało symbolizować nadchodzące zmiany.

## Krytyka
W połowie lat 90 grupa zmieniła brzmienie, co rozczarowało jej fanów. Wydany w 1998 roku album Protivofazza tylko nasilił krytykę, spadła także popularność zespołu za granicą.
Solowa twórczość członków zespołu została przyjęta raczej chłodno przez fanów Gorky Park: Aleksander Minkow zajął się szansonami, a Nikołaj Noskow grał inne gatunki niż rock.

## Muzycy

### Ostatni skład zespołu
- Aleksander Marshall – wokal, gitara basowa (1987-1998, 2008, 2009, 2012, 2013, 2015-obecnie)
- Aleksiej Biełow – gitara prowadząca, wokal wspierający (1987–1999, 2008, 2009, 2012, 2013, 2015-obecnie)
- Aleksander Janenkow – gitara rytmiczna, chórki (1987–1999, 2008, 2009, 2012, 2013, 2015)
- Aleksander Lwow – perkusja (1987–1999, 2008, 2009, 2012, 2013, 2015-obecnie)

### Byli członkowie zespołu
- Nikołaj Noskow – wokal (1987–1990, 1999, 2012)
- Nikołaj Kuzminych – instrumenty klawiszowe (1994–1999; zmarł 2011)

## Dyskografia

### Albumy studyjne
- Gorky Park (1989)
- Moscow Calling (1993)
- Stare (1996)
- Protivofazza (1998)

### Single
- Bang (1989)
- Try to Find Me (1990)
- Peace in Our Time (1990)
- Moscow Calling (1993)
- Stare (1996)
- Made in Russia (2001)
- Hello my friend (2019)